# Франческо Янич
Франческо Янич (італ. Francesco Janich; 27 березня 1937, Удіне — 2 грудня 2019) — колишній італійський футболіст, захисник. По завершенні ігрової кар'єри — спортивний функціонер.
Як гравець насамперед відомий виступами за клуби «Лаціо» та «Болонья», а також національну збірну Італії.
Чемпіон Італії. Триразовий володар Кубка Італії. Володар Кубка Мітропи.

## Клубна кар'єра
Вихованець футбольної школи клубу «Спілімберго».
У дорослому футболі дебютував 1956 року виступами за команду клубу «Аталанта», в якій провів два сезони, взявши участь у 38 матчах чемпіонату.
Своєю грою за цю команду привернув увагу представників тренерського штабу клубу «Лаціо», до складу якого приєднався 1958 року. Відіграв за «біло-блакитних» наступні три сезони своєї ігрової кар'єри. Більшість часу, проведеного у складі «Лаціо», був основним гравцем захисту команди.
1961 року уклав контракт з клубом «Болонья», у складі якого провів наступні одинадцять років своєї кар'єри гравця. Граючи у складі «Болоньї» також здебільшого виходив на поле в основному складі команди. За цей час виборов титул чемпіона Італії, ставав володарем Кубка Італії.
Завершив професійну ігрову кар'єру у нижчоліговому клубі «Луккезе-Лібертас», за команду якого виступав протягом 1972—1973 років.

## Виступи за збірну
1962 року дебютував в офіційних матчах у складі національної збірної Італії. Протягом кар'єри у національній команді, яка тривала 5 років, провів у формі головної команди країни лише 6 матчів. У складі збірної був учасником чемпіонату світу 1962 року у Чилі, чемпіонату світу 1966 року в Англії.
| Дата       | Місто    | Господарі      | Результат | Гості     | Турнір             | Голи | Примітки |
| ---------- | -------- | -------------- | --------- | --------- | ------------------ | ---- | -------- |
| 02/06/1962 | Сантьяго | Чилі           | 2 – 0     | Італія    | ЧС 1962 - 1-й етап | -    |          |
| 11/11/1962 | Відень   | Австрія        | 1 – 2     | Італія    | товариський матч   | -    |          |
| 02/12/1962 | Болонья  | Італія         | 3 – 1     | Данія     | Відбір до ЧЄ 1964  | -    |          |
| 05/12/1964 | Болонья  | Італія         | 6 – 0     | Туреччина | товариський матч   | -    |          |
| 18/06/1966 | Мілан    | Італія         | 1 – 0     | Австрія   | товариський матч   | -    |          |
| 19/07/1966 | Мідлсбро | Північна Корея | 1 – 0     | Італія    | ЧС 1966 - 1-й етап | -    |          |
| Усього     |          | Матчів         | 6         |           | Голів              | 0    |          |

## Титули і досягнення
- Чемпіон Італії (1):

«Болонья»: 1963–64
- Володар Кубка Італії (3):

«Лаціо»: 1958
«Болонья»: 1969–70, 1973–74
- Володар Кубка Мітропи (1):

«Болонья»: 1961